# Am-eh
Am-eh (anche Am-heh) è una divinità egizia appartenente alla religione dell'antico Egitto. Dio minore della Duat, era una terrificante divinità degli inferi il cui nome significava originariamente sia "divoratore di moltitudini" (i 'milioni') sia "mangiatore dell'eternità".
È stato descritto essere come un uomo con la testa di un feroce cane da caccia la cui abitazione e residenza abituale era l'interno di un lago infuocato; egli poteva essere in parte controllato solamente - tra tutti gli dei - dalla divinità solare Atum-Ra.
Am-heh non era adorato, ma temuto. 
A volte è visto come un aspetto di Ammit, in quanto questa divinità aveva il suo nome come epiteto. Ammit  era la personificazione della punizione divina  che divorava i cuori dei morti che superavano il peso dato dalla piuma della verità della dea Maat. È stato anche collegato al dio babbuino Babi (o Baba) a causa delle caratteristiche feroci e sanguinarie del loro comune interesse di divorare la carne umana. 